# مادلين دونكان براون
مادلين دونكان براون (بالإنجليزية: Madeleine Duncan Brown)‏ هي كاتِبة أمريكية، ولدت في 5 يوليو 1925 في دالاس في الولايات المتحدة، وتوفيت في 22 يونيو 2002 في مقاطعة دالاس في الولايات المتحدة.

## وصلات خارجية
- مادلين دونكان براون على موقع IMDb (الإنجليزية)